# Светско првенство у пливању 2017 — 100 м делфин за жене
Такмичење у пливању у дисциплини 100 метара делфин стилом за жене на Светском првенству у пливању 2017. одржано је 23. јула (квалификације и полуфинала) и 24. јула (финале) као једна од дисциплина Светског првенства у воденим спортовима. Трке су се одржавале у базену Дунав арене у Будимпешта.
За трке у овој дисциплини било је пријављено 46 такмичарки из 40 земаља. Титулу светског првака по трећи пут за редом са успехом је одбранила шведска пливачица Сара Шестрем (светски првак из 2013. и 2017) која је убедљиво славила у све три трке, док је финалну трку испливала у времену 55,53 минута што је нови рекорд светских првенстава. Сребрну медаљу освојила је репрезентативка Аустралије Ема Макион (резултат 56,18 је и нови национални и континентални рекорд), док је бронза припала Американки Келси Ворел (резултат 56,37 секунди).
Током три трке оборено је чак 9 националних и један континентални рекорд.

## Освајачи медаља
|                    | Резултат |                  | Резултат |                   | Резултат |
|                    |          |                  |          |                   |          |
| Сара Шестрем (ШВЕ) | 55,53    | Ема Макион (АУС) | 56,18    | Келси Ворел (САД) | 56,37    |

## Званични рекорди
Пре самог такмичења у овој дисциплини важили су следећи рекорди:
| Рекорд                         | Име                | Резултат | Место                   | Датум           |
| ------------------------------ | ------------------ | -------- | ----------------------- | --------------- |
| Светски рекорд СР              | Сара Шестрем (ШВЕ) | 55,48    | Рио де Жанеиро (Бразил) | 7. август 2016. |
| Рекорд светских првенстава РПр | Сара Шестрем (ШВЕ) | 55,64    | Казањ (Русија)          | 3. август 2015. |

Током такмичења постигнут је следећи рекорд:
| Датум   | Трка   | Рекордерка         | Време | Тип рекорда |
| ------- | ------ | ------------------ | ----- | ----------- |
| 24. јул | финале | Сара Шестрем (ШВЕ) | 55,53 | РПр         |

## Резултати квалификација
За такмичење у тркама на 100 метара делфин стилом за жене било је пријављено 48 такмичарки из 42 земље, а свака од земаља је имала право на максимално два такмичара у овој дисциплини. Квалификационе трке одржане су првог дана пливачких такмичења, 23. јула у јутарњем делу програма, са почетком од 9:30 по локалном времену, а пласман у полуфинале остварило је 16 такмичарки са најбољим резултатима квалификација. Квалификације су се пливале у 5 квалификационих група, четири са по 10 такмичарки и једна са 8 учесница. Две такмичарке нису се појавиле на старту својих трка.
| ПЛ. | Трка | Стаза | Пливач             | Држава              | Резултат       | Напомена       |
| --- | ---- | ----- | ------------------ | ------------------- | -------------- | -------------- |
| 01. | 5    | 4     | Сара Шестрем       | Шведска             | 55,96          | КВ             |
| 02. | 3    | 4     | Келси Ворел        | Сједињене Државе    | 56,44          | КВ             |
| 03. | 4    | 5     | Ема Макион         | Aустралија          | 56,81          | КВ             |
| 04. | 3    | 5     | Рикако Ике         | Jапан               | 57,45          | КВ             |
| 05. | 4    | 4     | Пени Олексијак     | Канада              | 57,51          | КВ             |
| 06. | 4    | 6     | Џанг Јуфеј         | Кина                | 57,54          | КВ             |
| 07. | 5    | 6     | Ан Сехјон          | Јужна Кореја        | 57,83          | КВ             |
| 08. | 5    | 3     | Светлана Чимрова   | Русија              | 57,85          | КВ             |
| 09. | 4    | 3     | Иларија Бјанки     | Италија             | 57,98          | КВ             |
| 10. | 3    | 3     | Лилијана Силађи    | Мађарска            | 58,00          | КВ             |
| 11. | 5    | 7     | Сара Гибсон        | Сједињене Државе    | 58,16          | КВ             |
| 12. | 4    | 7     | Аљена Шмитке       | Немачка             | 58,24          | КВ             |
| 13. | 3    | 2     | Кимберли Бајс      | Белгија             | 58,45          | КВ             |
| 14. | 5    | 5     | Лу Јинг            | Кина                | 58,51          | КВ             |
| 15. | 4    | 2     | Алис Томас         | Велика Британија    | 58,65          | КВ             |
| 16. | 5    | 1     | Бријана Тросел     | Aустралија          | 58,66          | КВ             |
| 17. | 5    | 2     | Фарида Осман       | Eгипат              | 58,67          |                |
| 18. | 3    | 6     | Кетрин Савард      | Канада              | 58,71          |                |
| 19. | 3    | 1     | Луиз Хансон        | Шведска             | 58,86          |                |
| 20. | 3    | 8     | Емили Бекман       | Данска              | 58,95          |                |
| 21. | 3    | 7     | Берил Гасталдело   | Француска           | 58,97          |                |
| 22. | 5    | 8     | Ана Дундунаки      | Грчка               | 59,01          |                |
| 23. | 4    | 1     | Шарлот Еткинсон    | Велика Британија    | 59,04          |                |
| 24. | 5    | 0     | Керен Зибнер       | Израел              | 59,72          |                |
| 25. | 4    | 9     | Настја Говејшек    | Словенија           | 1:00,25        |                |
| 26. | 4    | 8     | Луција Свјецена    | Чешка               | 1:00,34        |                |
| 27. | 2    | 4     | Мартина ван Беркел | Швајцарска          | 1:00,50        |                |
| 28. | 2    | 6     | Амина Кајтаз       | Босна и Херцеговина | 1:00,77        |                |
| 29. | 3    | 0     | Чан Кин Лок        | Хонгконг            | 1:00,52        |                |
| 30. | 4    | 0     | Исабела Паез       | Венецуела           | 1:00,90        |                |
| 31. | 2    | 5     | Марија Лаура Меза  | Костарика           | 1:01,25        |                |
| 32. | 3    | 9     | Бриндис Хансен     | Исланд              | 1:01,32        |                |
| 33. | 2    | 3     | Емили Мутети       | Kенија              | 1:01,35        | НР             |
| 34. | 5    | 9     | Барбора Мишендова  | Словачка            | 1:01,71        |                |
| 35. | 2    | 2     | Јасмин Алхалди     | Филипини            | 1:01,80        |                |
| 36. | 2    | 1     | Робин Ли           | Зимбабве            | 1:02,84        |                |
| 37. | 2    | 8     | Хулимар Авила      | Хондурас            | 1:03,38        | НР             |
| 38. | 1    | 5     | Елоди Пучеонг      | Маурицијус          | 1:03,68        | НР             |
| 39. | 2    | 0     | Мателита Буадромо  | Фиџи                | 1:04,94        |                |
| 40. | 1    | 6     | Дамини Говда       | Индија              | 1:06,19        |                |
| 41. | 1    | 8     | Јусра Мардини      | Независни учесници  | 1:07,99        |                |
| 42. | 1    | 2     | Мишаел Ајуб        | Пакистан            | 1:08,33        | НР             |
| 43. | 2    | 9     | Аланија Сутије     | Самоа               | 1:08,77        |                |
| 44. | 1    | 3     | Лара Аклук         | Jордан              | 1:09,37        |                |
| 45. | 1    | 1     | Феит Едородион     | Нигерија            | 1:13,89        |                |
| 46. | 1    | 7     | Минери Гомез       | Гвам                | 1:17,47        |                |
| 47  | 1    | 4     | Жесика Стагно      | Mозамбик            | Нису наступиле | Нису наступиле |
| 47  | 2    | 7     | Азра Авдић         | Перу                | Нису наступиле | Нису наступиле |

## Полуфинала
Полуфиналне трке пливане су истог дана када и квалификације, 23. јула у поподневном делу програма са почетком у 17:42 по локалном времену. Пласман у финале остварило је 8 такмичарки са најбољим временима. Остварена су и два национална рекорда.
Прво полуфинале
| ПЛ. | Стаза | Пливач           | Држава           | Резултат | Напомена |
| --- | ----- | ---------------- | ---------------- | -------- | -------- |
| 1.  | 4     | Келси Ворел      | Сједињене Државе | 56,74    | КВ       |
| 2.  | 5     | Рикако Ике       | Jапан            | 56,89    | КВ       |
| 3.  | 3     | Џанг Јуфеј       | Кина             | 57,29    | КВ       |
| 4.  | 6     | Светлана Чимрова | Русија           | 57,64    | КВ       |
| 5.  | 2     | Лилијана Силађи  | Мађарска         | 57,75    |          |
| 6.  | 7     | Аљена Шмитке     | Немачка          | 57,87    |          |
| 7.  | 8     | Бријана Тросел   | Aустралија       | 58,21    |          |
| 8.  | 1     | Лу Јинг          | Кина             | 58,45    |          |

Друго полуфинале
| ПЛ. | Стаза | Пливач         | Држава           | Резултат | Напомена   |
| --- | ----- | -------------- | ---------------- | -------- | ---------- |
| 1.  | 4     | сара Шестрем   | Шведска          | 55,77    | КВ         |
| 2.  | 5     | Ема Макион     | Aустралија       | 56,23    | КВ = KР НР |
| 3.  | 3     | Пени Олексијак | Канада           | 57,07    | КВ         |
| 4.  | 6     | Ан Сехјон      | Јужна Кореја     | 57,15    | КВ НР      |
| 5.  | 2     | Иларија Бјанки | Италија          | 57,95    |            |
| 6.  | 8     | Алис Томас     | Велика Британија | 58,21    |            |
| 7.  | 7     | Сара Гибсон    | Сједињене Државе | 58,48    |            |
| 8.  | 1     | Кимберли Бајс  | Белгија          | 58,49    |            |

## Финале
Финална трка пливана је 24. јула са почетком у 17:40 часова по локалном времену. У финалу су постављена два нова рекорда, један је уједно континентални и национални.
| ПЛ. | Стаза | Пливач           | Држава           | Резултат | Напомена |
| --- | ----- | ---------------- | ---------------- | -------- | -------- |
|     | 4     | Сара Шестрем     | Шведска          | 55,53    | РПр      |
| 2   | 5     | Ема Макион       | Aустралија       | 56,18    | НР KР    |
| 3   | 3     | Келси Ворел      | Сједињене Државе | 56,37    |          |
| 4.  | 2     | Пени Олексијак   | Канада           | 56,94    |          |
| 5.  | 7     | Ан Сехјон        | Јужна Кореја     | 57,07    | НР       |
| 6.  | 6     | Рикако Ике       | Jапан            | 57,08    |          |
| 7.  | 8     | Светлана Чимрова | Русија           | 57,24    |          |
| 8.  | 1     | Џанг Јуфеј       | Кина             | 57,51    |          |